# Železniční trať Heidenau–Altenberg

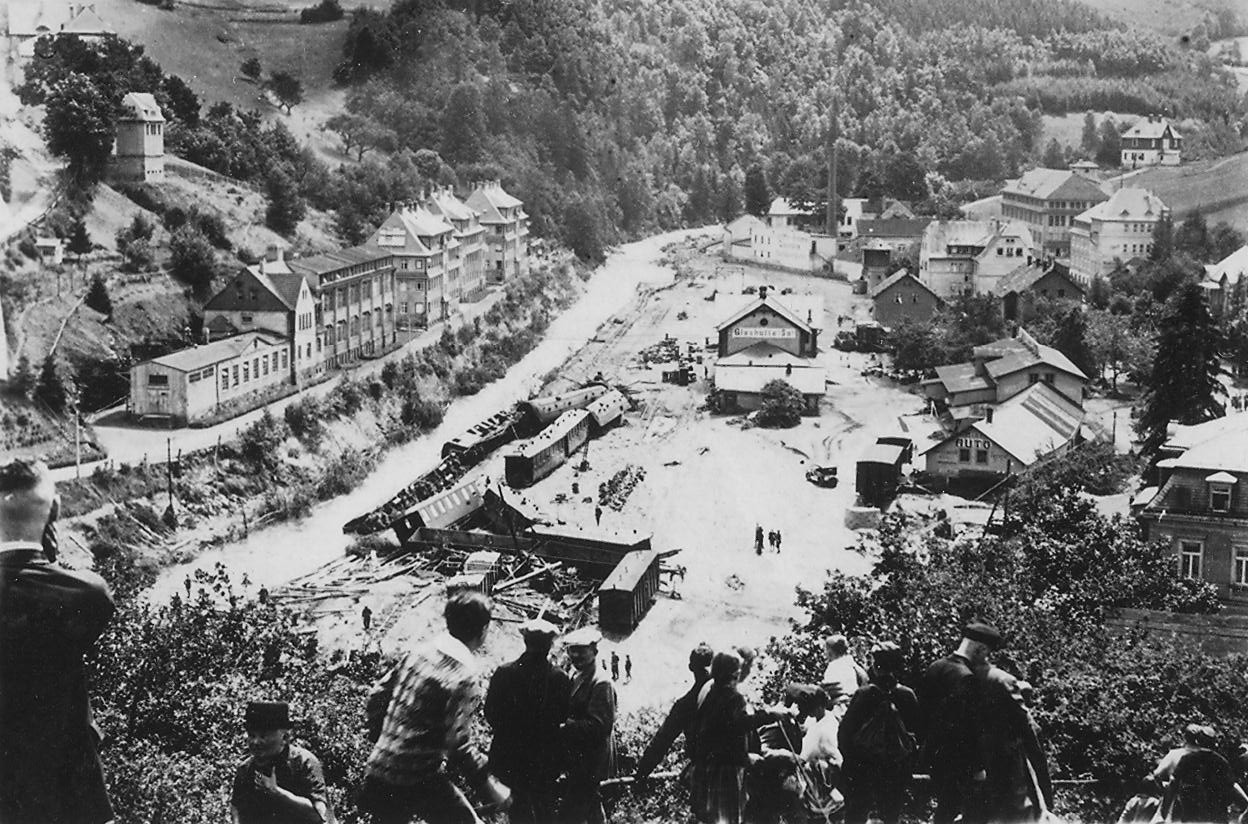
Stanice Glashütte po povodních v roce 1927

Železniční trať Heidenau–Altenberg, známá též jako Müglitztalbahn (Mohelnická dráha), je vedlejší trať stoupající z Heidenau (dříve Mügeln) údolím Mohelnice (Müglitz) do města Altenberg v Krušných horách. Odbočuje z hlavní trati Děčín – Drážďany v údolí Labe a na 38 kilometrech délky překoná převýšení 637 metrů. 17. listopadu 1890 byl otevřen úsek do města Geising, vybudovaný jako úzkorozchodná trať. Zbývající úsek do Altenbergu byl otevřen až o desítky let později. Na konci 30. let dvacátého století byla trať přebudována na normální rozchod. Trať byla několikrát poškozena povodněmi, naposledy v roce 2002.
Na konci šedesátých let parní trakci nahradily dieselhydraulické lokomotivy řady V 100. Od roku 2002 je osobní doprava zajišťována motorovými jednotkami Siemens Desiro.